# كونتات ودوقات سافوي
هذه القائمة تحتوي على كونتات ودوقات سافوي.

## كونتات سافوي
| الاسم                         | الصورة | الميلاد                                                                                              | الزواج | الوفاة                                           |
| ----------------------------- | ------ | --- | --- | ------------------------------------------------ |
| أومبيرتو الأول 1032–1047/1048 |        | ح. 980 موريين                                                                                        | أنسيلا ح. 995/1000 أربعة أبناء | ح. 1047/1048 هيرميلون العمر حوالي 68             |
| أميديو الأول 1030–1052        |        | ؟ ابن أومبيرتو الأول وأنسيلا الأكبر                                                                  | أديلا 1030 ثلاثة أبناء | ح. 1052                                          |
| أدّوني الأول 1052–1057         |        | ح. 1010/1020 ابن أومبيرتو الأول وأنسيلا الرابع                                                       | أديلايدي من سوسا 1046 أربعة أبناء | ح. 1057 العمر 47-57                              |
| بيترو الأول 1060–1078         |        | ح. 1048 ابن أدّوني الأول وأديلايد من سوسا الأكبر                                                      | أغنيسي من آكيتاين 1064 ثلاثة بنات | 9 يوليو 1078 العمر 29-30                         |
| أميديو الثاني 1078–1080       |        | ح. 1050 ابن أدّوني الأول وأديلايدي من سوسا الثاني                                                     | جيوفانا من جنيف ح. 1065 عدة أبناء | 26 يناير 1080 العمر 29-30                        |
| أومبيرتو الثاني 1080–1103     |        | ح. 1065 كارينيانو ابن أميديو الثاني وجوان من جنيف                                                    | جيزيلا من بورغندي 1090 سبعة أبناء | 14 أكتوبر 1103 موتيير العمر 27-28                |
| أميديو الثالث 1103–1148       |        | ح. 1095 كارينيانو ابن أومبيرتو الثاني وجيزيلا من بورغندي الأكبر                                      | (1) أديلايدي 1120/23 ليس لديهم أبناء (2) ماهوت من ألبون يوليو 1134/1135 عشرة أبناء                                                                                  | أبريل 1148 نيقوسيا العمر 52-53                   |
| أومبيرتو الثالث 1148–1189     |        | 4 أغسطس 1136 أفيغليانا ابن أميديو الثالث وماهوت من ألبون الأكبر                                      | (1) فايديفا من تولوز ح. 1151 ليس لديهم أبناء (2) جيرترودي من فلاندرز 1155 ليس لديهم أبناء (3) كليمينشيا من تسرينغن 1164 ابنتين (4) بياتريس من فيين 1175/77 ابن واحد | 4 مارس 1189 شامبيري العمر 52                     |
| توماسو الأول 1189–1233        |        | 27 مايو 1178 أيغوبل ابن أومبيرتو الثالث وبياتريس من فيين الوحيد                                      | مارغيريتا من جنيف مايو 1196 أربعة عشر ابناً | 1 مارس 1233 مونكالييري العمر 54                  |
| أميديو الرابع 1233–1253       |        | 1197 مونتميليان ابن توماسو الأول ومارغريت من جنيف الأكبر                                             | (1) مارغيريتا من بورغندي ح. 1217 ابنتين (2) سيسيليا من باو 1244 أربعة أبناء                                                                                         | 24 يونيو 1253 مونتميليان العمر 55-56             |
| بونيفاسيو 1253–1263           |        | ديسمبر 1244 شامبيري ابن أميديو الرابع وسيسيلي من باو المتبقي                                         | لم يتزوج أبداً | يونيو 1263 تورينو العمر 18                       |
| بيترو الثاني 1263–1268        |        | 1203 قلعة سوسا ابن توماسو الأول ومارغريت من جنيف السابع                                              | أغنيسي من فوسيني 1236 ابنة واحدة | 15 مايو 1268 قلعة شيلون أو قلعة بيير العمر 64-65 |
| فيليبو الأول 1268–1285        |        | 1207 أيغوبل ابن توماسو الأول ومارغريت من جنيف الثامن                                                 | أديلايدي كونتيسة بورغندي 12 يونيو 1267 ليس لديهم أبناء | 16 أغسطس 1285 روسيون، أزارا العمر 87-88          |
| أميديو الخامس 1285–1323       |        | 1249-1253 لو بورغت-دو-لاك ابن توماسو كونت بيدمونت و بياتريس فييشي حفيد توماسو الأول ومارغريت من جنيف | (1) سيبيلا من باج 5 يوليو 1272 ثمانية أبناء (2) ماريا من برابانت 1297 أربعة أبناء                                                                                   | 16 أكتوبر 1323 أفينيون العمر 69-74               |
| إدواردو 1323–1329             |        | 8 فبراير 1284 باوغ ابن أميديو الخامس وسبيلا من باج الثاني                                            | بيانكا من بورغندي 18 أكتوبر 1307 قلعة مونتبار ابنة واحدة | 4 نوفمبر 1329 غينتيلي العمر 45                   |
| أيموني 1329–1343              |        | 15 ديسمبر 1291 شامبيري ابن أميديو الخامس وسيبيلا من باج الأصغر                                       | فيولانتي باليولوغينا من مونفيراتو 1 مايو 1330 كازالي خمسة أبناء | 22 يونيو 1343 مونتميليان العمر 51                |
| أميديو السادس 1343–1383       |        | 4 يناير 1334 شامبيري ابن أيموني ويولاند من مونفيراتو الأكبر                                          | بونا من بوربون 1355 باريس ابنين | 1 مارس 1383 نابولي العمر 49                      |
| أميديو السابع 1383–1391       |        | 24 فبراير 1360 أفيغليانا ابن أميديو السادس وبونا من بوربون الأكبر                                    | بونا من بيري 18 يناير 1377 باريس ثلاثة أبناء | 1 نوفمبر 1391 قلعة ريبايل العمر 31               |
| أميديو الثامن 1391–1416       |        | 4 سبتمبر 1383 شامبيري ابن أميديو السابع وبونا من بيري الأكبر                                         | ماريا من بورغندي 11 نوفمبر 1386 سلاوس تسعة أبناء | 7 يناير 1451 قلعة ريبايل العمر 67                |

## دوقات سافوي
| الاسم                           | الصورة | الميلاد                                                                                  | الزواج | الوفاة                              |
| ------------------------------- | ------ | ---------------------------------------------------------------------------------------- | --- | ----------------------------------- |
| أميديو الثامن 1416–1434         |        | 4 سبتمبر 1383 شامبيري ابن أميديو السابع، كونت سافوي وبونا من بيري الأكبر                 | ماريا من بورغندي 11 نوفمبر 1386 سلاوس تسعة أبناء                                                                                         | 7 يناير 1451 قلعة ريبايل العمر 67   |
| لودوفيكو 1434–1465              |        | 21 فبراير 1413 جنيف ابن أميديو الثامن وماري من بورغندي الرابع                            | آنا من قبرص 1 نوفمبر 1433 (أو 12 فبراير 1434) شامبيري سبعة عشر ابناً                                                                      | 29 يناير 1465 ليون العمر 51         |
| أميديو التاسع 1465–1472         |        | 1 فبراير 1435 ثونون-لاس-باني ابن لودوفيكو وآنا من قبرص الأكبر                            | إيولاندا من فالوا 1452 عشرة أبناء | 30 مارس 1472 فيرتشيلي العمر 37      |
| فيليبرتو الأول 1472–1482        |        | 17 أغسطس 1465 شامبيري ابن أميديو التاسع وإيولاندا من سافوي الثالث                        | بيانكا ماريا سفورزا يناير 1474 ليس لديهم أبناء                                                                                           | 22 سبتمبر 1482 ليون العمر 17        |
| كارلو الأول 1482–1490           |        | 28 مارس 1468 كارينيانو ابن أميديو التاسع وإيولاندا من فالوا الخامس                       | بيانكا من مونفيراتو 1 أبريل 1485 ثلاثة أبناء                                                                                             | 13 مارس 1490 بينرولو العمر 21       |
| كارلو الثاني 1490–1496          |        | 23 يونيو 1489 تورينو ابن كارلو الأول وبيانكا من مونفيراتو                                | لم يتزوج | 16 أبريل 1496 مونكالييري العمر 6    |
| فيليبو الثاني 1496–1497         |        | 4 فبراير 1438 قلعة شامبيري ابن لودوفيكو وآن من قبرص الخامس                               | (1) مارغيريتا من بوربون 6 أبريل 1472 مولينز ثلاثة أبناء (2) كلاودينا دي بروس 11 نوفمبر 1485 مولينز ستة أبناء                             | 7 نوفمبر 1497 قلعة شامبيري العمر 59 |
| فيليبرتو الثاني 1497–1504       |        | 10 أبريل 1480 بون-دأين ابن فيليبو الثاني ومارغيريتا من بوربون المتبقي                    | (1) إيولاندي لويز من سافوي 1496 ليس لديهم أبناء (2) مارغيريتا من النمسا 2 ديسمبر 1501 رومينموتير ليس لديهم أبناء                         | 10 سبتمبر 1504 بون-دأين العمر 24    |
| كارلو الثاني 1504–1553          |        | 10 أكتوبر 1486 شاري-سور-أين ابن فيليبو الثاني وكلاودوينا من بروس الأكبر                  | بياتريس من البرتغال 29 سبتمبر 1521 فيلفرانش سور مير تسعة أبناء                                                                           | 17 أغسطس 1553 فيرتشيلي العمر 66     |
| إيمانويلي فيليبيرتو 1553–1580   |        | 8 يوليو 1528 شامبيري ابن كارلو الثالث وبياتريس من البرتغال الثالث                        | مارغيريتا من فرنسا 9 يوليو 1559 كنيسة سان بول، باريس ابن واحد                                                                            | 30 أغسطس 1580 تورينو العمر 52       |
| كارلو إمانويلي الأول 1580–1630  |        | 12 يناير 1562 قلعة ريفولي ابن ايمانويلي فيليبيرتو وماغيريتا من فرنسا                     | كاترينا ميكيلا من إسبانيا 18 مارس 1585 سرقسطة عشرة أبناء                                                                                 | 26 يوليو 1630 ساويليانو العمر 68    |
| فيتوريو أميديو الأول 1630–1637  |        | 8 مايو 1587 تورينو ابن كارلو إمانويلي الأول وكاترينا ميكيلا من إسبانيا                   | كريستينا ماريا من فرنسا 10 فبراير 1619 قصر اللوفر ثمانية أبناء                                                                           | 7 أكتوبر 1637 تورينو العمر 50       |
| فرانشيسكو جياسينتو 1637–1638    |        | 14 سبتمبر 1632 قلعة فالنتينو ابن فيتوريو أميديو الأول وكريستينا ماريا من فرنسا الثاني    | لم يتزوج | 4 أكتوبر 1638 قلعة فالنتينو العمر 6 |
| كارلو إمانويلي الثاني 1638–1675 |        | 20 يونيو 1634 تورينو ابن فيتوريو أميديو الأول وكريستينا ماريا من فرنسا الثالث            | (1) فرانسيسكا مادالينا من أورليان 4 مارس 1663 قصر اللوفر ليس لديهم أبناء (2) ماريا جيوفانا باتيستا من سافوي 10 مايو 1665 تورينو ابن واحد | 12 يونيو 1675 تورينو العمر 40       |
| فيتوريو أميديو الثاني 1675–1730 |        | 14 مايو 1666 قصر تورينو ابن كارلو إمانويلي الثاني وماريا جيوفانا باتيستا من سافوي الوحيد | (1) آنا ماريا من أورليان 10 أبريل 1684 فرساي ستة أبناء (2) آنا كانليز دي كوميانا 12 أغسطس 1730 كنيسة الملكية في تورينو ليس لديهم أبناء   | 31 أكتوبر 1732 قلعة ريفولي العمر 66 |

### ملوك سردينيا
| الاسم                                                 | الصورة               | الميلاد | الزواج | الوفاة                             |
| ----------------------------------------------------- | -------------------- | --- | --- | ---------------------------------- |
| فيتوريو أميديو الثاني 17 فبراير 1720 – 3 سبتمبر 1730  | Victor Amadeus       | 14 مايو 1666 تورينو ابن كارلو إمانويلي الثاني وماريا جيوفانا باتيستا من سافوي                                                                            | آنا ماريا من أوريان 10 أبريل 1684 ستة أبناء | 31 أكتوبر 1732 مونكالييري العمر 66 |
| كارلو إمانويلي الثالث 3 سبتمبر 1730 – 20 فبراير 1773  | Charles Emmanuel III | 27 أبريل 1701 تورينو ابن فيتوريو أميديو الثاني وآنا ماريا دي أورليان                                                                                     | آنا كريستينا من زولتسباخ 15 مارس 1722 طفل واحد بوليكسينا من هسن-روتنبورغ 20 أغسطس 1724 ستة أبناء إليزابيتا تيريزا من لورين 5 مارس 1737 3 أبناء | 20 فبراير 1773 تورينو العمر 72     |
| فيتوريو أميديو الثالث 20 فبراير 1773 – 16 أكتوبر 1796 | Victor Amadeus III   | 26 يونيو 1726 تورينو ابن كارلو إمانويلي الثالث وبوليكسينا من هسن-روتنبورغ                                                                                | ماريا أنطونيتا من إسبانيا 31 مايو 1750 أثنى عشر أبناً                                                                                           | 16 أكتوبر 1796 مونكالييري العمر 70 |
| كارلو إمانويلي الرابع 16 أكتوبر 1796 – 4 يونيو 1802   | Charles Emmanuel IV  | 24 مايو 1751 تورينو ابن فيتوريو أماديو الثالث وماريا أنطونيتا من إسبانيا                                                                                 | ماريا كلوتيدي من فرنسا 27 أغسطس 1775 ليس لديهم أبناء                                                                                           | 6 أكتوبر 1819 روما العمر 68        |
| فيتوريو إمانويلي الأول 4 يونيو 1802 – 12 مارس 1821    | Victor Emmanuel I    | 24 يوليو 1759 تورينو ابن فيتوريو أميديو الثالث وماريا أنطونيتا من إسبانيا                                                                                | ماريا تيريزا من النمسا-إستي 21 أبريل 1789 سبعة أبناء                                                                                           | 10 يناير 1824 مونكالييري العمر 65  |
| كارلو فيليتشي 12 مارس 1821 – 27 أبريل 1831            | Charles Felix        | 6 أبريل 1765 تورينو ابن فيتوريو أميديو الثالث وماريا أنطونيتا من إسبانيا                                                                                 | ماريا كريستينا من نابولي وصقلية 7 مارس 1807 ليس لديهم أبناء                                                                                    | 27 أبريل 1831 تورينو العمر 66      |
| كارلو ألبيرتو 27 أبريل 1831 – 23 مارس 1849            | Charles Albert       | 2 أكتوبر 1798 تورينو ابن كارلو إمانويلي أمير كارينيانو و ماريا كريستينا من ساكسونيا حفيد كارلو إمانويلي الأول وكاترينا ميكيلا من إسبانيا من الجيل السابع | ماريا تيريزا من النمسا 30 سبتمبر 1817 ثلاثة أبناء                                                                                              | 28 يوليو 1849 بورتو العمر 50       |
| فيتوريو إمانويلي الثاني 23 مارس 1849 – 17 مارس 1861   | Victor Emmanuel II   | 14 مارس 1820 تورينو ابن كارلو ألبيرتو وماريا تيريزا من النمسا                                                                                            | أديلايدي من النمسا 12 أبريل 1842 ثمانية أبناء روزا فيرسيلانا 18 أكتوبر 1869 أبنين                                                              | 9 يناير 1878 روما العمر 57         |